# Monument Christiaan de Wet
Het Monument Christiaan de Wet is een monument in het Nationaal Park De Hoge Veluwe in de Nederlandse gemeente Ede ter ere van de Boerengeneraal en staatsman Christiaan de Wet. Het beeld werd ontworpen door Joseph Mendes da Costa na een opdracht van Helene Kröller-Müller uit 1915. Het beeld werd geplaatst in 1921.
Het monument stelt Christiaan de Wet op een zuil met basement voor. De Wet staat afgebeeld met zijn linkerhand op zijn borst en zijn rechterarm naast zijn lichaam. Hij staart in de verte. Achter hem staat een leeuw. Het basement stelt een bunker voor met in diep reliëf acht openingen met elk twee boerenstrijders met geweerlopen. De strijders zijn geïndividualiseerd en stellen onder andere president Steyn, president Kruger, en mogelijk de kunstenaar en de opdrachtgeefster zelf voor. Mendes da Costa vervaardigde als voorstudie verschillende geglazuurde maskers met deze hoofden. In het Rijksmuseum Amsterdam en in het Kröller-Müller Museum bevinden zich daarnaast ook voorbereidende tekeningen en voorstudies in gips.
Het Monument De Wet is wat schaal betreft uniek binnen het oeuvre van Mendes da Costa en het was tevens het eerste monument voor een nog levend persoon in Nederland.

## Geschiedenis
Op 11 oktober 1899 brak de Tweede Boerenoorlog uit tussen de Nederlandstalige Boeren van de Zuid-Afrikaansche Republiek (Transvaal) en de Oranje Vrijstaat enerzijds, en het Britse Rijk anderzijds. Steun voor de boerenzaak was geliefd bij de welgestelden, en zo ook bij Anton Kröller en Helene Müller. De familie had ook een economisch belang in de Zuid-Afrikaanse republieken.
Op den duur ontstond er een persoonlijk contact tussen het echtpaar en hooggeplaatste Boerenregeringsleden. Toen Christiaan de Wet na de oorlog door Europa trok, ontving het echtpaar hem op hun landgoed.
In 1915 werd de opdracht verleend aan Mendes da Costa. Samen met de opdrachtgeefster zocht hij een geschikte plek op het landgoed. Het beeld kwam in een zandvlakte te staan, prominent langs een van de toegangswegen van het Jachthuis Sint Hubertus. De bouw van dit jachthuis van architect Hendrik Petrus Berlage startte in hetzelfde jaar als de bouw van het monument. Het huis en het beeld werden kort na elkaar opgeleverd en staan hemelsbreed nog geen twee kilometer van elkaar.

## Afbeeldingen

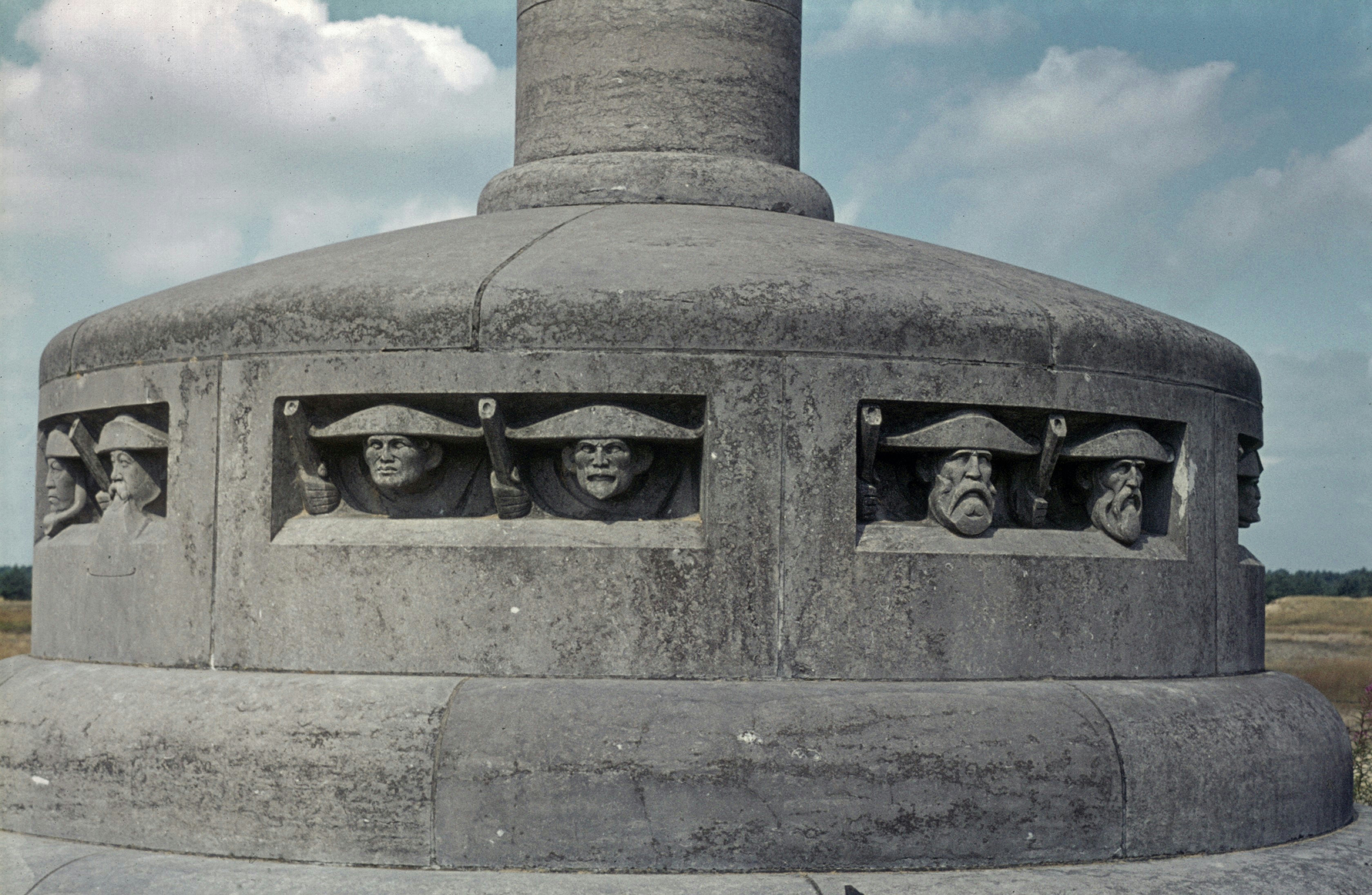
Het basement met bunker
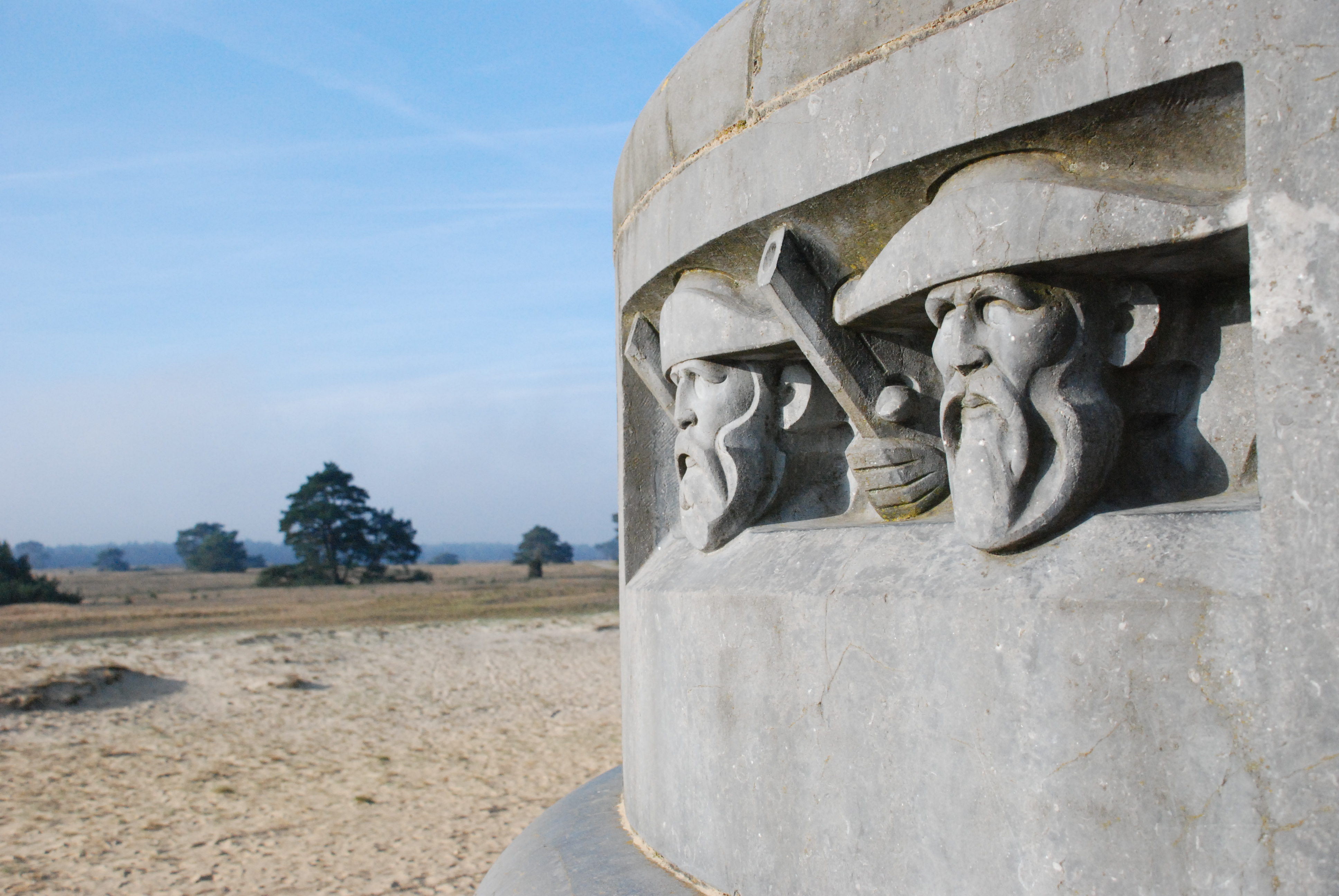
De presidenten Kruger en Steyn in de 'bunker'
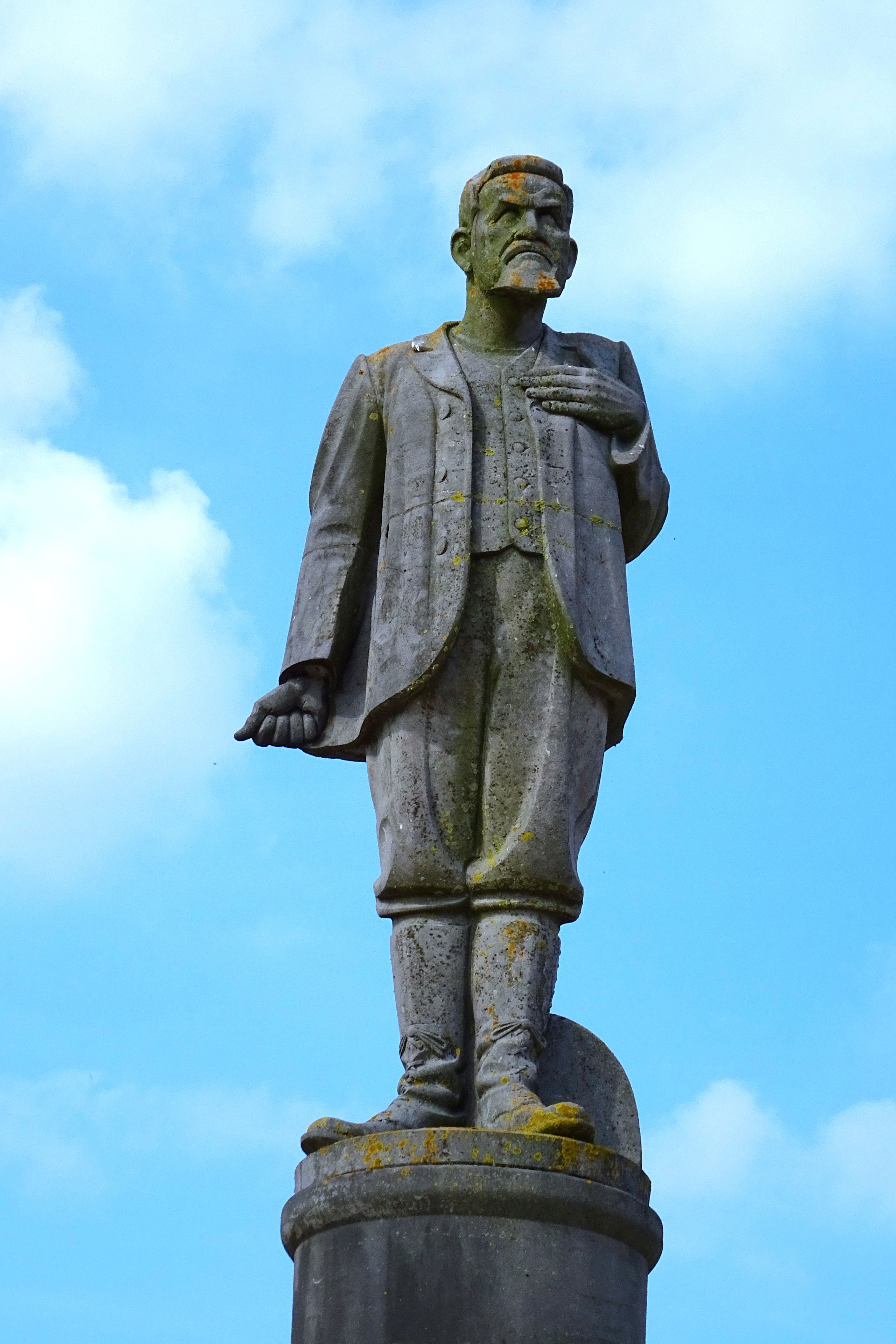
Detail van De Wet
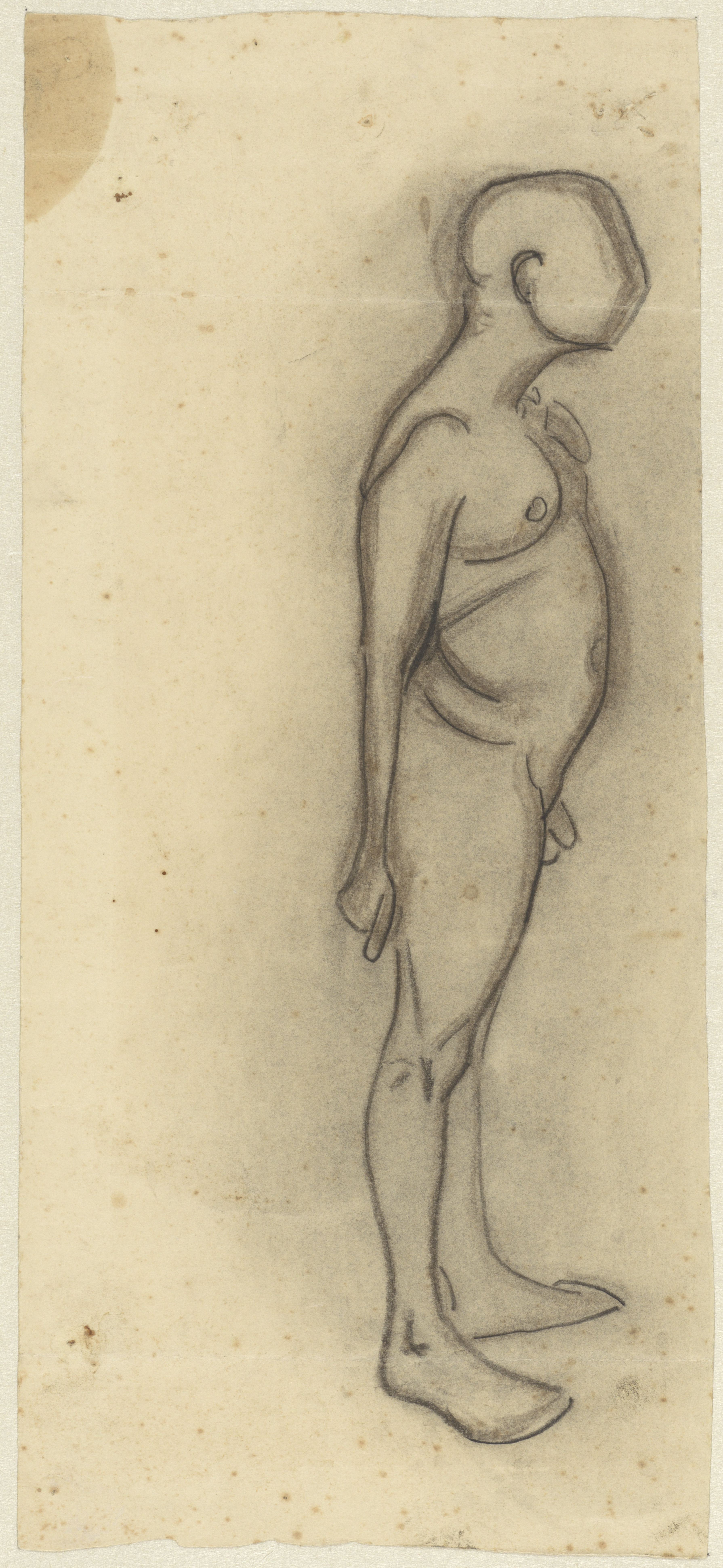
Voorstudie in het Rijksmuseum Amsterdam